# El Laco
El Laco es un complejo volcánico en la Región de Antofagasta en Chile. Está directamente al sur de la cadena volcánica Cordón de Puntas Negras. Parte de la Zona Volcánica Central de los Andes, es un grupo de siete estratovolcanes y una caldera. Tiene unos dos millones de años. La cumbre principal del volcán es un domo de lava llamado Pico Laco, que según diversos informes mide 5325 m o 5472 m de altura. El complejo se ha visto afectado por la glaciación y algunos informes indican que todavía tiene actividad fumarólica.
El volcán es conocido por sus coladas de lava que contienen magnetita de origen enigmático. En total, hay cuatro coladas de lava y dos diques, así como una formación de naturaleza incierta. Además de las estructuras de flujo de lava, también se encuentran dentro del complejo piroclásticos que contienen óxido de hierro. Los magmas se formaron dentro de una cámara con un volumen de unos 30 km cúbicos; está en debate si las lavas ricas en hierro son lavas de magnetita nativas o se formaron por procesos hidrotermales que actúan sobre las rocas regulares. Tras su descubrimiento en 1958, estos yacimientos de hierro han sido explotados. 

## Geografía
El Laco forma parte del sector Cordón de Puntas Negras de la Zona Volcánica Central, directamente al sur de esa cadena volcánica. Se asienta sobre un zócalo de cuarcita y arenisca que se levantó desde el fondo del mar durante la orogenia acádica y es de edad ordovícica. Posteriormente se produjeron las sedimentaciones mesozoica y cenozoica, luego sepultadas por riolitas del Terciario. Dos importantes lineamientos volcánicos se cruzan en el área de El Laco, incluyendo el denominado lineamiento Calama-Olacapato-El Toro. El volcán El Hueso al norte tiene unos 5028 m de altura y un diámetro de sótano de 2,5 km, y un cráter con un diámetro de 1 km.
La carretera internacional (ruta 23-CH y Ruta Nacional 51) a través del paso de Sico que conecta Calama con Salta pasa cerca de El Laco. Varios sitios turísticos se encuentran en el desierto de Atacama adyacente a El Laco, y el clima seco también hace que el área sea adecuada para instalaciones astronómicas.

## Geología

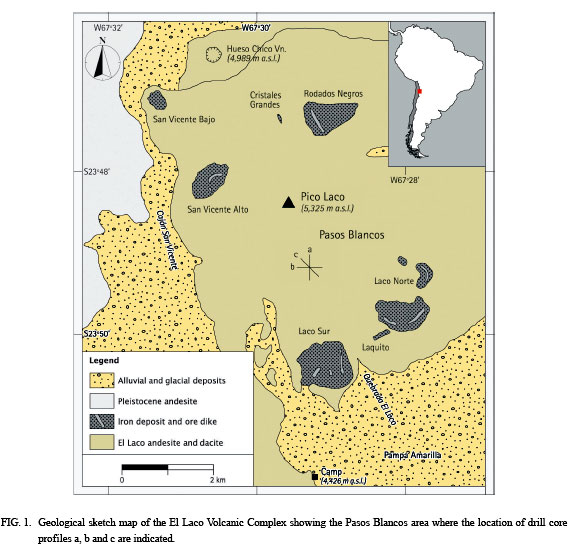
Mapa geológico de El Laco

El complejo volcánico El Laco está formado por unos siete estratovolcanes menores y domos de lava. El complejo inició su actividad en el Mioceno-Plioceno, cuando las andesitas porfídicas formaron un estratovolcán. Durante el Plioceno, las erupciones de ceniza y piroclastos formaron una caldera con un diámetro de 4-5 kilómetros (2,5-3,1 mi), que también contiene un domo de lava central que se formó hace 6,5 millones de años. Finalmente, probablemente durante el Pleistoceno, se extruyeron cinco magmas ricos en hierro, denominados Laco Sur, Laco Norte y Rodados Negros. Laquito y Cristales Grandes, dos estructuras de magma de hierro abisal, datan de esa época. El complejo volcánico se encuentra a una altitud de entre 4300 y 5470 m s. n. m., y cubre un área de superficie de 7 x 5 kilómetros (4,3 x 3,1 mi) con un volumen mínimo de 14 km cúbicos de roca volcánica.
La cumbre principal, Pico Laco, tiene una altitud de 5325 m, aunque también ha sido reportada una altura máxima de 5472 m. Es un domo de lava andesítica con una altura de 400 m por encima del terreno circundante. La cúpula, con unas dimensiones de 1,5 x 1 kilómetro (0,9 x 0,6 mi), tiene dos cumbres: la más alta oriental y una cumbre occidental de 5166 m, y también ha sido descrita como un cuello volcánico. El Pico Laco ha sido descrito como un domo resurgente dentro de una caldera, que está rodeado de fumarolas secundarias.
Otras cumbres incluyen el noroccidental Hueso Chico, un cono con una altura de 120 m por encima de su entorno y un cráter de 250 m de ancho. Este cono es de composición dacítica. El "Volcán 5009" está muy erosionado y su núcleo de lava y hialoclastita ha quedado expuesto. Tiene un diámetro de 2,5 kilómetros (1,6 mi). La actividad eruptiva aquí probablemente coincidió con la actividad de los glaciares durante el Plioceno, como lo demuestran las morrenas en el área.

## Yacimientos ricos en hierro
En el flanco del volcán, se encuentran depósitos de apatita, hematita y magnetita. El volcán es conocido principalmente por estas coladas, pero dicho material también se encuentra en forma de tefra. Los depósitos se encuentran sobre coladas de lava planas de composición andesítica, concéntricamente alrededor del Pico Laco. Se denominan Laco Norte, Laco Sur, San Vicente Alto y San Vicente Bajo. Los depósitos consisten en diques, depósitos hidrotermales, flujos de lava, piroclásticos y estructuras subvolcánicas, y surgieron de fisuras y respiraderos parásitos. La magnetita se clasifica como tipo pórfido. La apatita está presente como mineral accesorio en las lavas y es abundante en las intrusiones. También se formaron zonas ricas en hierro en tobas y lavas. La magnetita en los cuerpos subvolcánicos existe en cristales más masivos. Las rocas que contienen hierro incluyen flujos de lava, cenizas y lapilli, así como brechas de mineral. Los flujos de lava de magnetita de El Laco son únicos en el mundo y se formaron durante una subducción activa.
De estos depósitos, Laco Norte es el más grande y probablemente fue separado del vecino Laquito por la erosión. Es de entre 60 y 90 metros de espesor y cubre una superficie de 1000 x 1500 metros (1093,6 x 1640,4 yd). Surgió de los diques de alimentación en su extremo sur y este y forma un cuerpo en forma de mesa en un espolón, en forma de mesa.  En Laco Norte se encuentra una estructura de cinco capas: una andesita basal, mineral en forma piroclástica, lava magnetita, piroclastos que contienen mineral y andesita en la parte superior. Laco Sur tiene una morfología y dimensiones similares, y ha sido minado. San Vicente Alto es una colada de lava en las partes altas del volcán, y San Vicente Bajo es probablemente un domo de lava. Laquito y Rodados Nortes parecen ser diques, mientras que Cristales Grandes es más probable que sea una veta y generalmente muestra signos de formación hidrotermal. Una capa magnética de roca se extiende hacia el norte desde el volcán, y se ha modelado un gran cuerpo de magnetita debajo de Pasos Blancos.
Los depósitos de óxido de hierro de El Laco se encontraron en 1958. La minería en Laco Sur removió alrededor de dos millones de toneladas de magnetita entre los años 1970 y 1990, dejando un tajo abierto expuesto a 30 metros de roca. En 2009, estas reservas minerales fueron explotadas por la Compañía Minera del Pacifico. Se estima que el yacimiento contiene 733,9 millones de toneladas de mineral, compuesto en un 50% por hierro.
Las magnetitas de Kiruna en Suecia se asemejan a las de El Laco en términos de contenido de manganeso y vanadio, y por su contenido titanio comparativamente bajo. Los depósitos de Kiruna y El Laco han sido clasificados como depósitos de mineral de "óxido de hierro-apatita", siendo El Laco el depósito mejor conservado y más joven de la Tierra.  Otros depósitos de mineral de hierro volcánico son el denominado Cinturón de Hierro de Chile (entre Atacama y Coquimbo), el depósito terciario Cerro de Mercado en México, el distrito eocámbrico Bafq en Irán y el campo proterozoico Kiruna en Suecia. De estos, Sierra Bandera en el cinturón de hierro chileno puede ser otro ejemplo de mineral de hierro volcánico superficial en lugar de mineral subvolcánico como se supone comúnmente de estos depósitos.

## Petrología
Las rocas principales del volcán son andesita y dacita, que contienen biotita y piroxeno, así como ampollas que contienen óxido de hierro. Las rocas que contienen hierro son un componente menos importante. Toda la roca cae en la clase de rocas volcánicas calco-alcalinas, similares a las que erupcionaron los vecinos volcanes Lascar y Llullaillaco. Las andesitas contienen plagioclasa, clinopiroxeno, ortopiroxeno y fenocristales de magnetita. La magnetita, y en menor medida la hematita, son los minerales de hierro más abundantes. También se encuentran anhidrita, diópsido,  goethita, limonita, maghemita, pirita, escapolita y diadoquita.  El magma en erupción probablemente era rico en gas, ya que las lavas de magnetita tendrían puntos de fusión de más de 1500 grados Celsius (2732,0 °F) . Las lavas perdieron la mayor parte de su azufre y fósforo después de su erupción.  Las altas cantidades de oxígeno-18 en los magmas de Laco indican contaminación de la corteza o efectos isotópicos durante la cristalización fraccionada. También se ha inferido cierta influencia del agua atmosférica a partir de los datos de isótopos.
La alteración hidrotermal del domo de lava central y los depósitos de hierro ha generado alunita, anatasa, bassanita, clorita, vetas de cobre, yeso, ilita, jarosita, caolinita, labradorita, cuarzo, rutilo, sanidina, esmectita, azufre y tridimita. Algunos de estos minerales forman vetas dentro de la roca.La silificación es prominente y ha formado cristobalita y tridimita. También se encuentra azufre elemental. Vastas regiones del volcán se han alterado hidrotermalmente a temperaturas de 200-250 grados Celsius (392-482 °F), dando a la roca una apariencia clara. También se encuentran pequeños depósitos de exhalación en forma de sulfatos que en ocasiones conservan conductos. Los halos de alteración de color rojo ocurren en las andesitas adyacentes a los depósitos de hierro, probablemente debido al ingreso de hierro. Es posible que la formación del magma rico en hierro estuviera acompañada de la producción de grandes cantidades de fluidos hidrotermales que desencadenaron la alteración hidrotermal.

## Medio ambiente
La vegetación en el área es principalmente matorrales bajos.  Se pueden encontrar chinchillas de cola corta en El Laco, una de las pocas ocurrencias de esta especie amenazada en Chile.
El Laco tiene un clásico clima frío de montaña en la línea entre el altiplano seco con precipitaciones de verano y el clima hiperárido del desierto de Atacama. Una estación meteorológica cercana (23°45′S 67°20′O / -23.750, -67.333) a 4500 m de altitud mostró una temperatura promedio de 2,3 grados Celsius (36,1 °F) en 1991, con una fuerte variabilidad a corto plazo. La mayoría de las precipitaciones caen durante el verano y se han registrado nevadas de invierno. La humedad del aire registrada en 1991 fue del 10 al 30%.